# Ismaël Koné (labdarúgó, 2002)
Ismaël Koné (Abidjan, 2002. június 16. –) kanadai válogatott labdarúgó, a francia Marseille középpályása.

## Pályafutása

### Klubcsapatokban
Koné az elefáncsontparti Abidjan városában született. Az ifjúsági pályafutását a kanadai Saint-Laurent csapatában kezdte, majd a Montréal akadémiájánál folytatta.
2021-ben mutatkozott be a Montréal első osztályban szereplő felnőtt csapatában. Először a 2022. február 27-ei, Orlando City ellen 2–0-ra elvesztett mérkőzésen lépett pályára. Első ligagólját 2022. március 19-én, az Atlanta United ellen idegenben 3–3-as döntetlennel zárult találkozón szerezte meg. 2023. január 1-jén az angol másodosztályban szereplő Watfordhoz igazolt. 2023. január 14-én, a Blackpool ellen 2–0-ra megnyert bajnokin debütált. 2024. június 29-én jelentették be, hogy a francia Marseille szerződtette. 2025. február 3-án kölcsönben csatlakozott aRenneshez a 2024–25-ös szezon hátralévő részére.

### A válogatottban
Koné 2022-ben debütált a kanadai válogatottban. Először a 2022. március 24-ei, Costa Rica ellen 1–0-ra elvesztett mérkőzés 80. percében, Jonathan Osoriot váltva lépett pályára. Első válogatott gólját 2022. november 11-én, Bahrein ellen 2–2-es döntetlennel zárult barátságos mérkőzésen szerezte meg.

## Statisztikák
2024. május 4. szerint
| Klub     | Szezon   | Osztály      | Bajnokság | Bajnokság | Kupa  | Kupa | Nemzetközi | Nemzetközi | Összesen | Összesen |
| Klub     | Szezon   | Osztály      | Meccs     | Gól       | Meccs | Gól  | Meccs      | Gól        | Meccs    | Gól      |
| -------- | -------- | ------------ | --------- | --------- | ----- | ---- | ---------- | ---------- | -------- | -------- |
| Montréal | 2022     | MLS          | 28        | 3         | 1     | 0    | 3          | 1          | 32       | 4        |
| Watford  | 2022–23  | Championship | 16        | 0         | 1     | 0    | —          | —          | 17       | 0        |
| Watford  | 2023–24  | Championship | 42        | 4         | 4     | 0    | —          | —          | 46       | 4        |
| Összesen | Összesen | Összesen     | 86        | 7         | 6     | 0    | 3          | 1          | 95       | 8        |

### A válogatottban
| Válogatott | Év       | Pályára lépés | Gól |
| ---------- | -------- | ------------- | --- |
| Kanada     | 2022     | 9             | 1   |
| Kanada     | 2023     | 7             | 1   |
| Kanada     | 2024     | 8             | 1   |
| Összesen   | Összesen | 24            | 3   |

#### Góljai a válogatottban
| # | Időpont            | Helyszín                                                      | Ellenfél | Gólok | Eredmény               | Kiírás                                         |
| - | ------------------ | ------------------------------------------------------------- | -------- | ----- | ---------------------- | ---------------------------------------------- |
| 1 | 2022. november 11. | Khalifa Sports City Stadion, Isa Town, Bahrein                | Bahrein  | 1–0   | 2–2                    | Barátságos mérkőzés                            |
| 2 | 2023. november 21. | BMO Field, Toronto, Kanada                                    | Jamaica  | 2–2   | 2–3                    | 2023–2024-es CONCACAF Nemzetek Ligája (A liga) |
| 3 | 2024. július 13.   | Bank of America Stadion, Charlotte, Amerikai Egyesült Államok | Uruguay  | 1–1   | 2–2 (büntetőkkel: 3–4) | 2024-es Copa América                           |

## Sikerei, díjai
Montréal
- Kanadai Kupa
  - Győztes (1): 2021

Egyéni
- Az Év Fiatal Kanadai Játékosa: 2022, 2023